# Красномайська
Краснома́йська (рос. Красномайская, чув. Красномайски) — присілок у складі Поріцького району Чувашії, Росія. Входить до складу Мішуковського сільського поселення.
Населення — 59 осіб (2010; 71 у 2002).
Національний склад:
- росіяни — 100 %